# USS Constellation (1854)
Pour les autres navires du même nom, voir USS Constellation.
L'USS Constellation est un navire de type corvette construit en 1854.
Il est le second bateau de l'United States Navy à porter ce nom, la frégate originale ayant été démolie en 1853.

## Histoire en service

### XIXesiècle
Le bateau de guerre fut mis à l'eau le 26 août 1854 et mis en service le 28 juillet 1855 sous le commandement du capitaine Charles H. Bell.
Entre 1855 et 1858, la Constellation participa à des missions en mer Méditerranée. Elle fut le navire amiral de la flotte américaine en Afrique de 1859 à 1861. Durant cette période, elle participa à l'arrêt du commerce d'esclaves en arrêtant trois navires à esclaves et en libérant ceux-ci. Le dernier de ces bateaux fut capturé lors du déclenchement de la guerre de Sécession. Le bateau eut entre autres pour mission de faire une sorte d'embargo sur les bateaux des confédérés se dirigeant vers l'Afrique en Méditerranée. Elle fut exposée à Paris (France) lors de l'Exposition universelle de 1878.

### XXesiècle
Après avoir été utilisée comme un navire-école par l'académie navale d'Annapolis, la Constellation devint un navire d'entraînement en 1894 pour le centre d'entraînement de la marine à Newport où elle permit d'entraîner plus de 60 000 marins durant la Première Guerre mondiale.
Retirée du service en 1933, la Constellation fut remise en service en tant que symbole national en 1940 par le président américain Franklin Roosevelt. Lors de la Seconde Guerre mondiale, le bateau resta en réserve de la flotte Atlantique américaine mais il fut le navire pavillon de l'amiral Ernest J. King et de son vice-amiral Royal E. Ingersoll les six premiers mois de 1942.

## Restauration
La Constellation fut à nouveau retirée du service le 4 février 1955 et du registre des navires des États-Unis le 15 août 1955 près de 100 ans après sa première mise en service. Elle fut mise à quai en permanence dans le port intérieur de Baltimore. Classé National Historic Landmark le 23 mai 1963, il reste le dernier navire américain de l'époque de la guerre de Sécession encore conservé. Il s'agit également d'un des derniers navires de l'armée américaine à voiles. Dans la liste des codes des immatriculations des navires de l'US Navy, il porte la référence IX-20.
En 1994, la Constellation fut condamnée en tant que navire dangereux. Elle fut alors mise en cale sèche en 1996 au Fort McHenry et fut rénovée à concurrence de 9 millions de dollars en juillet 1999. Le 26 octobre 2004, le bateau fit son premier voyage depuis 1955 en rejoignant l'académie navale d'Annapolis. Le voyage dura six jours. Cela faisait 111 ans que le bateau n'était plus allé dans cette cité.

## Visite
Aujourd'hui revenue au port de Baltimore et exposée dans l'Inner Harbor, des visites guidées en sont régulièrement proposées. Un canon est mis en action chaque jour et les visiteurs peuvent participer à des démonstrations.